# Chan As'ad Pascha

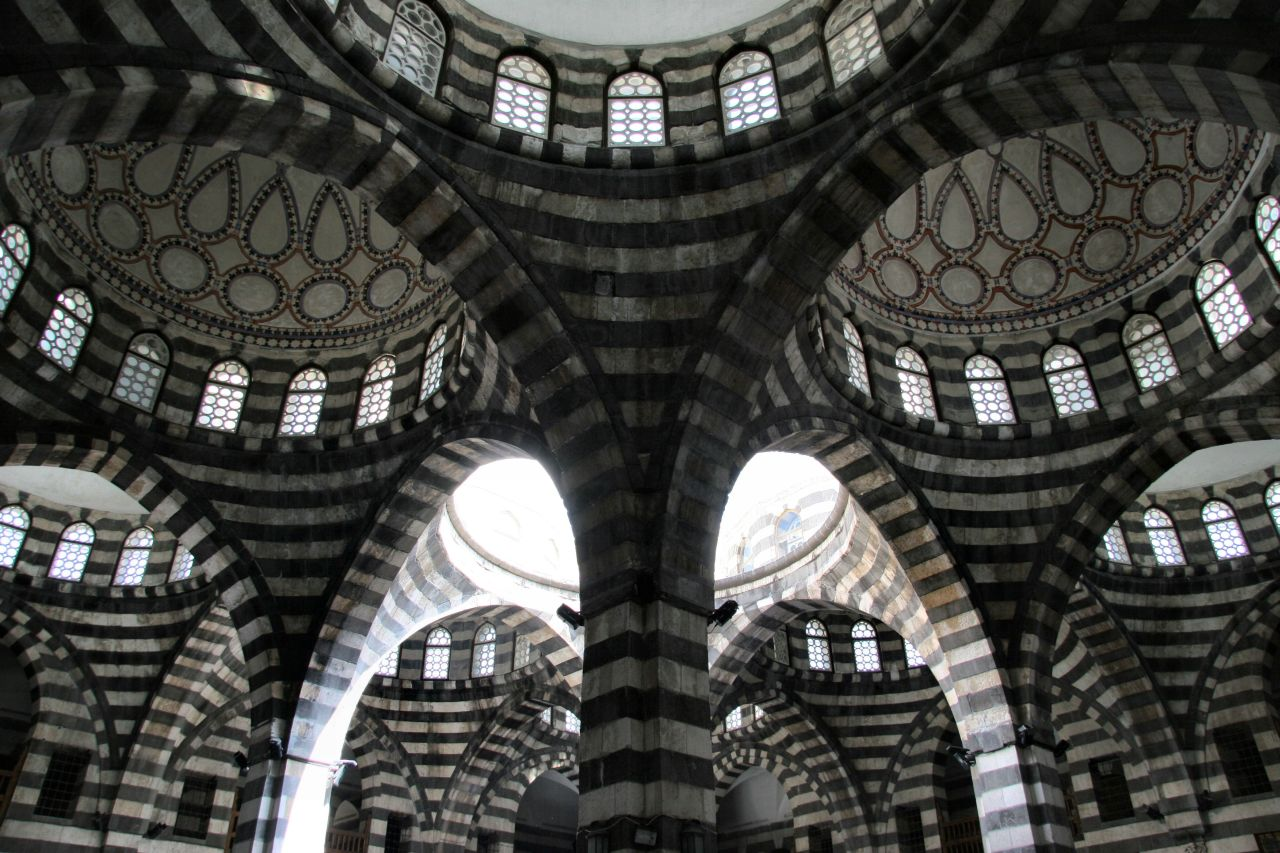
Decke und Säulen im Chan Asad Pascha

Der Chan As'ad Pascha (arabisch خان أسعد باشا, DMG Ḫān Asʿad Bāšā; auch Chan As'ad Pascha al-Azm) ist der größte Chan von Damaskus. Diese orientalische Herberge wurde im 18. Jahrhundert in der Nähe der Umayyaden-Moschee im Suq al-Bzouriyye vom osmanischen Gouverneur Azim Pascha in Auftrag gegeben. Derselbe ließ auch den ganz in der Nähe gelegenen Azim-Palast errichten.

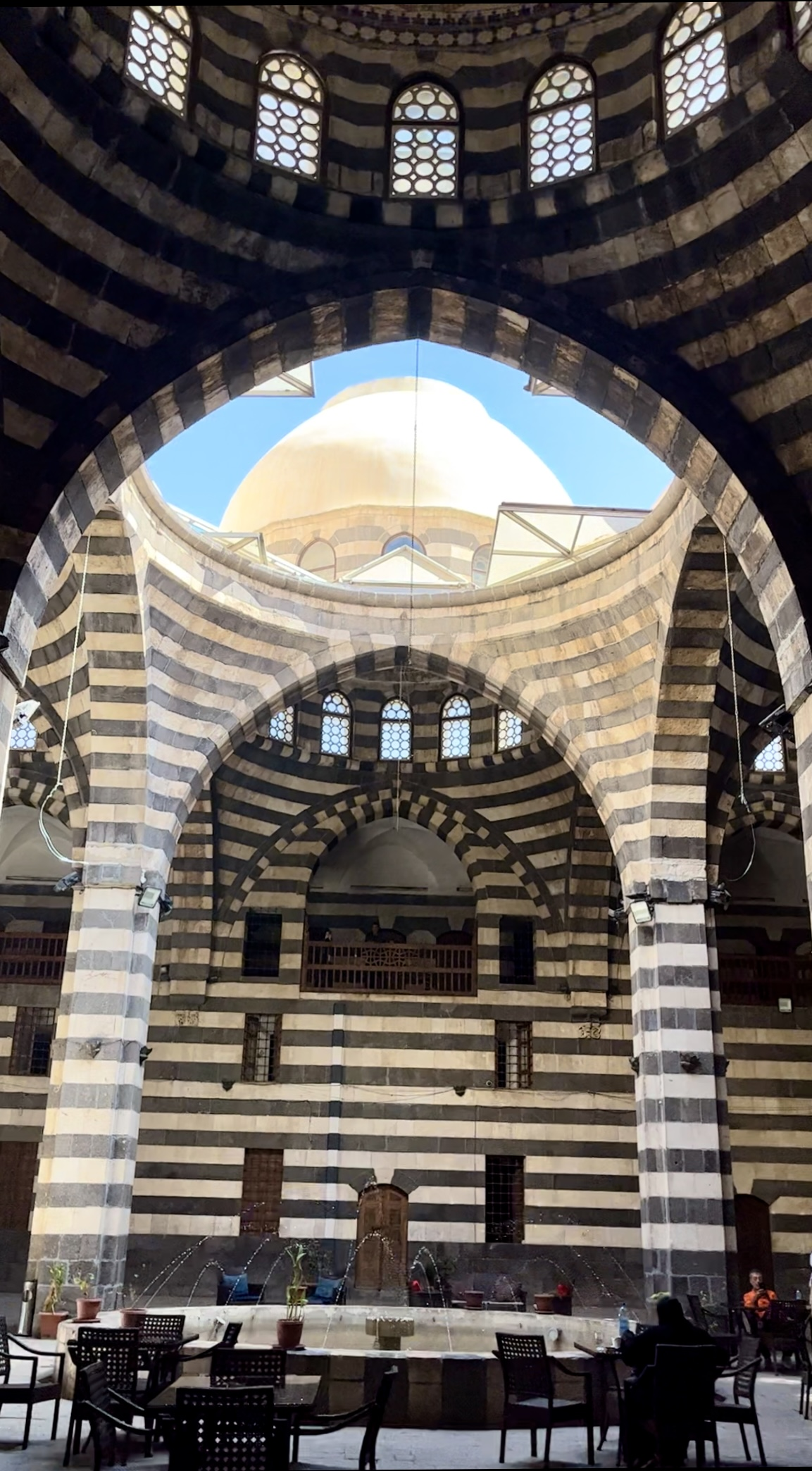

## Bauweise
Der Chan wurde auf 2500 Quadratmetern Grundfläche in Damaszener Schwarz-Weiß-Architektur erbaut. Er besteht aus neun identischen quadratischen Teilen. Acht davon werden von Kuppeln überwölbt. Jede Kuppel wird durch vier massive Pfeiler gestützt. In der Mitte des Hofes befindet sich ein oktogonales Wasserbecken mit einem Springbrunnen. Das Erdgeschoss des Chans wurde als Warenlager und Stall genutzt, während sich die Gästezimmer im Obergeschoss befanden. Das Kuppeldach schützt vor Licht und Hitze und erleichterte so das Lagern der Waren. Im Sommer ist der Chan As'ad Pascha noch immer eine kühle Oase in Damaskus. Heute wird der Chan As'ad Pascha als Museum sowie als ein kulturelles Zentrum für Kunstausstellungen und Konzerte genutzt.